# Noirefontaine (Frankrijk)
Noirefontaine is een gemeente in het Franse departement Doubs (regio Bourgogne-Franche-Comté) en telt 384 inwoners (1999). De plaats maakt deel uit van het arrondissement Montbéliard.

## Geografie
De oppervlakte van Noirefontaine bedraagt 3,3 km², de bevolkingsdichtheid is 116,4 inwoners per km².
De onderstaande kaart toont de ligging van Noirefontaine (Frankrijk) met de belangrijkste infrastructuur en aangrenzende gemeenten.

## Demografie
Onderstaande figuur toont het verloop van het inwonertal (bron: INSEE-tellingen).